# Salix daltoniana
Salix daltoniana — вид квіткових рослин із родини вербових (Salicaceae).

## Морфологічна характеристика
Це кущ чи невелике дерево. Гілочки чорно-фіолетові, в молодості рідко пухнасті. Листкова ніжка ≈ 10 мм; листкова пластинка ланцетна, довгаста чи еліптична, 4.5–9 × 1.5–2.5 см, абаксіально (низ) щільно свинцево-сіра, блискуча, адаксіально тьмяно-зелена, гола чи запушена вздовж жилок, у молодому віці рідко запушена, край цілий, рідко нечітко залозисто-зубчастий, верхівка загострена. Чоловіча сережка циліндричні, 35–60 × 8–10 мм. Чоловіча квітка: пиляки жовті, довгасті. Жіноча сережка 40–60(70) × 5–6 мм, у плоді понад 10 см. Коробочка яйцювато-конічна, волосиста чи гола. 2n = 38.

## Середовище проживання
Східні Гімалаї (Індія), Непал, Тибет. Населяє зарості на схилах гір; на висотах 3000–4400 метрів.